# Martin Christensen
Martin Christensen (Ishøj, 23 dicembre 1987) è un ex calciatore danese, di ruolo centrocampista.

## Carriera

### Club
Christensen ha iniziato la carriera in patria, con la maglia dell'Herfølge. A giugno 2007 è stato ingaggiato dal Charlton Athletic in cambio di 250.000 sterline, che sarebbero potute aumentare fino a 350.000 attraverso alcuni bonus. Ha fatto la prima apparizione per il club inglese in un'amichevole contro il Welling United. Nel gennaio 2008 si è trasferito in prestito all'Heracles Almelo. Ha collezionato undici apparizioni nei Paesi Bassi ed è poi tornato al Charlton, prima di essere prestato questa volta al Lyngby.
Nell'agosto 2009 è stato ingaggiato a titolo definitivo dal Rimini, squadra militante nella Lega Pro Prima Divisione. Ha esordito con il club romagnolo l'8 ottobre dello stesso anno, in Coppa Italia di Lega Pro, segnando una rete nel successo per due a zero sul Giulianova. In campionato ha collezionato solo quattro presenze, senza realizzare reti, fintanto che l'11 febbraio 2010 ha rescisso il contratto con il Rimini per accasarsi all'Haugesund, con cui ha firmato un contratto triennale.
Con i norvegesi ha debuttato il 21 marzo 2010, sostituendo Jacob Sørensen nel pareggio per due a due contro lo Strømsgodset.
Ha lasciato poi la Norvegia per tornare in patria: nella primavera 2011 ebbe una breve esperienza nel SønderjyskE, ma già ad aprile è passato al Køge.
Nell'agosto 2012 si è trasferito a titolo definitivo agli svedesi dell'Åtvidaberg. Nel settembre 2014 ha prolungato il suo contratto fino al termine della stagione 2016: tuttavia, con la retrocessione dell'Åtvidaberg giunta al termine dell'Allsvenskan 2015, Christensen ha ottenuto la rescissione che gli ha permesso di firmare con l'Helsingborg un biennale con opzione per il terzo anno. Al termine della sua prima stagione in maglia rossoblu, però, anche l'Helsingborg è sceso in seconda serie. Christensen ha giocato così il campionato di Superettan 2017.
Il 1º febbraio 2018, libero da vincoli contrattuali, è passato all'HB Køge.

### Nazionale
Christensen ha collezionato ventotto apparizioni con tre reti per le Nazionali giovanili della Danimarca: con la Danimarca under 21 ha esordito il 23 marzo 2007, nella sconfitta per tre a uno contro la Francia under 21.